# Mount Moonie
Mount Moonie ist ein 1686 m hoher Berg im ostantarktischen Mac-Robertson-Land. In der Athos Range der Prince Charles Mountains ragt er unmittelbar südlich des Mount Dart und 1,5 km westlich des Mount Cardell auf.
Luftaufnahmen der Australian National Antarctic Research Expeditions aus dem Jahr 1965 dienten seiner Kartierung. Das Antarctic Names Committee of Australia benannte ihn nach Patrick John Moonie (1936–2016), Funker auf der Mawson-Station in den Jahren 1967 und 1969, der 1969 zudem an Vermessungsarbeiten in den Prince Charles Mountains beteiligt war.